# Руби (ТВ серија)
Руби (шп. Rubí) мексичка је теленовела, продукцијске куће Телевиса, снимана 2004.
У Србији је приказивана током 2004. и 2005. на телевизији Пинк.

## Синопсис
Сиромашна, али заводљива Руби студира на приватном факултету захваљујући стипендији и помоћи своје сестре Кристине, која напорно ради како би сиромашној мајци помогла што је више могуће. Прорачуната заводница спријатељује се са простодушном Марибел, богаташицом која после једне саобраћајне несреће има проблем са ногом. Оно што Марибел не види јесте то да се Руби са њом дружи само из користи, али и да јој завиди. Наиме, када закорачи у Марибелину вилу, Руби је убеђена да не заслужује да буде обележена сиромаштвом, те да је рођена да ужива у луксузу и одлучна је у намери да себи обезбеди такав живот.
Са друге стране, Марибел је због проблема са ногом постала стидљивија и помало искомплексирана, те већину времена проводи пред рачунаром. Тако ступа у контакт са младим и згодним Ектором и постаје његова девојка, иако се никада нису упознали. Када се коначно сретну уживо, Ектор не обраћа пажњу на инвалидитет своје драге и моли је да се уда за њега, на шта она одушевљено пристаје. Марибел сматра да је њена срећа потпуна када Ектор упозна Руби са својим пријатељом, ортопедом Алехандром, и када се њих двоје заљубе једно у друго. Руби је убеђена да ће ствари коначно доћи на своје место, јер мисли да је Алехандро, поред тога што је леп, такође и богат. Међутим, њено разочарење је огромно када сазна да његова материјална ситуација уопште није тако сјајна. Вођена жељом за богатством, она раскида веридбу са њим, иако је свесна да вероватно никада никога неће волети као њега.
Разочаран због сазнања да је његовој вољеној битан једино новац, Алехандро одлучује да се заувек удаљи од ње и потпуно се посвети својој професији. Са друге стране, Руби не одустаје од намере да постане богата и спремна је да почини најстрашнију издају, кује план како да преотме вереника својој најбољој пријатељици. Међутим, када најзад успе у својој намери и постане Екторова супруга, Руби ће морати да научи важну и врло болну лекцију: схватиће да сујета, понос и похлепа не могу да јој донесу ништа добро, те да новац често није довољан за толико сањану срећу.

## Улоге
| Глумац:               | Улога:                                               |
| --------------------- | ---------------------------------------------------- |
| Барбара Мори          | Руби Перез Оћоа де Ферер Фернанда Мартинез (старија) |
| Едуардо Сантамарина   | Алехандро Карденас                                   |
| Себастијан Руљи       | Ектор Ферер                                          |
| Жаклин Бракамонтес    | Марибел де ла Фуенте                                 |
| Ана Мартин            | Рефухио Очоа                                         |
| Xосефина Ећанове      | Панча                                                |
| Антонио Медељин       | Игнасио Карденас                                     |
| Ана Берта Еспино      | Елиса де Дуарте                                      |
| Хосе Елијас Морено    | Хенаро Дуарте                                        |
| Мануел Ландета        | Лусио Монтемајор                                     |
| Оливија Бусио         | Карла Руиз                                           |
| Леонорилда Очоа       | Долорес Ерера Лола                                   |
| Роберто Вандер        | Артуро де ла Фуенте                                  |
| Луис Гатика           | Кајетано Мартинез                                    |
| Арлет Пачеко          | Лилиа Лопез                                          |
| Мигел Писаро          | Лорето                                               |
| Офелија Кано          | Викторија Гаљегос                                    |
| Пати Дијаз            | Кристина Перез                                       |
| Хан                   | Марко Ривера                                         |
| Карлос Камара         | Хосе Луис Бермудез                                   |
| Адријана Роел         | Илда                                                 |
| Долорес Саломон       | Марикита                                             |
| Едуардо Родригез      | Саул Мендез                                          |
| Марко Мендез          | Луис Дуарте                                          |
| Серхио Аргуета        | Франциско Пако Гаљегос                               |
| Тања Васкез           | Софија Карденас Руиз                                 |
| Маријана Роунтри      | Ингрид Мендоза                                       |
| Ингрид Мартс          | Лорена Тревињо                                       |
| Серхио Гојри          | Јаго Пјетрасанта                                     |
| Марлен Фавела         | Соња Чаварија                                        |
| Јадира Кариљо         | Елена Наваро                                         |
| Лорена Веласкез       | Мери                                                 |
| Херардо Албаран       | Габријел Алманза                                     |
| Карен Сандовал        | Наталија Дуарте                                      |
| Лилија Арагон         | Нора де Наваро                                       |
| Мануел Фојо           | Ернесто Бермудез                                     |
| Мануел „Флако“ Ибањез | Онесимо Сегундо                                      |
| Кристел Кастел        | Фернанда (млађа)                                     |